# Drosophila guanche
Drosophila guanche este o specie de muște din genul Drosophila, familia Drosophilidae, descrisă de Monclus în anul 1977.
Este endemică în Insulele Canare. Conform Catalogue of Life specia Drosophila guanche nu are subspecii cunoscute.